# Beatriz Lindqvist
Beatriz Lindqvist, född Beatriz Alicia Adela Pedreira Lohner 26 maj 1956 i Buenos Aires, är en svensk professor i etnologi och genusvetenskap vid Södertörns universitet.
Beatriz Lindqvist kom till Sverige 1977 som politisk flykting från Argentina. Lindqvist doktorerade vid Lunds universitet 1991 med avhandlingen Drömmar och vardag i exil: om chilenska flyktingars kulturella strategier. (Avhandlingen räknas som en klassiker inom kurslitteraturen och gavs ut i tio upplagor mellan 1991 och 1999.
Beatriz Lindqvist är gift med professor emeritus i etnologi Mats Lindqvist. De har tillsammans publicerat flera böcker, bland annat När kunden är kung: effekter av en transnationell ekonomi (2008).